# Soda Butte Creek
Der Soda Butte Creek ist ein rechter Nebenfluss des Lamar Rivers in den US-Bundesstaaten Montana und Wyoming mit einer Länge von 32 km. 

## Verlauf
Der Soda Butte Creek entspringt im Gallatin National Forest im Park County im Süden Montanas unweit des Colter Pass in den südlichen Beartooth Mountains auf einer Höhe von etwa 2560 m. Er fließt zunächst nach Westen, durch den Ort Cooke City, und überquert nach wenigen Kilometern die Grenze zum Park County im Bundesstaat Wyoming und damit auch den 45. Breitengrad. Kurz darauf überquert der Fluss auch die Grenze zum Yellowstone-Nationalpark nahe dessen Northeast Entrance. Der Soda Butte Creek wendet sich nach Südwesten, fließt durch ein steiles, langgezogenes Tal in den Absaroka Mountains zwischen Barronette Peak und Abiathar Peak und erhält mit dem Pebble Creek von rechts seinen längsten Zufluss. Der Fluss mäandriert durch die Round Prairie, passiert die Soda Butte und mündet bei Eintritt in das Lamar Valley westlich des Mount Norris und südlich des Druid Peak auf einer Höhe von 2012 m in den hier nach Nordwesten fließenden Lamar River. Die Northeast Entrance Road (U.S. Highway 212) folgt dem gesamten Verlauf des Soda Butte Creek von der Quelle bis zur Mündung.

## Hydrologie
Der Soda Butte Creek ist als Nebenfluss des Lamar River Teil des Einzugsgebietes des Yellowstone River, der über Missouri und Mississippi in den Golf von Mexiko entwässert. Das Einzugsgebiet des Soda Butte Creek umfasst ein Areal von etwa 271 km² und grenzt an die Einzugsgebiete von Stillwater River im Norden, Clarks Fork Yellowstone River und Pilot Creek im Osten, Cache Creek im Südosten sowie Rose Creek und Slough Creek im Westen. Der Soda Butte Creek ist nach dem Slough Creek der zweitgrößte Zufluss des Lamar River. Der mittlere Abfluss am Pegel an der Lamar Ranger Station beträgt 4,19 m³/s, die größten Abflüsse finden sich in den Monaten Mai, Juni und Juli.

## Geschichte
Der Soda Butte Creek wurde nach einem heute inaktiven Geysir nahe der Mündung in den Lamar River, der Soda Butte, benannt. Ein Arbeiter aus Cooke City, A. Bart Henderson, benannte im Jahr 1870 den Geysir sowie den Fluss.

## Angeln
Der Lamar River und seine Nebenflüsse zählen zu den beliebtesten Fischfanggebieten im Yellowstone, beispielsweise aufgrund des leichten Zugangs. Im Fluss leben einige Regenbogenforellen, hauptsächlich werden aber die im Größeren-Yellowstone-Ökosystem endemischen Yellowstone-Cutthrout-Forellen geangelt. Der Lamar und seine Nebenflüsse sind wegen des hohen Wasserstandes normalerweise erst ab Mitte Juli fischbar. Der National Park Service hat die Vorschriften für den Lamar River und seine Nebenflüsse, einschließlich des Soda Butte Creek, häufig geändert und 2018 bedeutende neue Änderungen vorgenommen. Angler müssen nun alle nicht heimischen Fische im Einzugsgebiet des Lamar River töten, einschließlich Regenbogenforellen und Bachforellen.

## Galerie

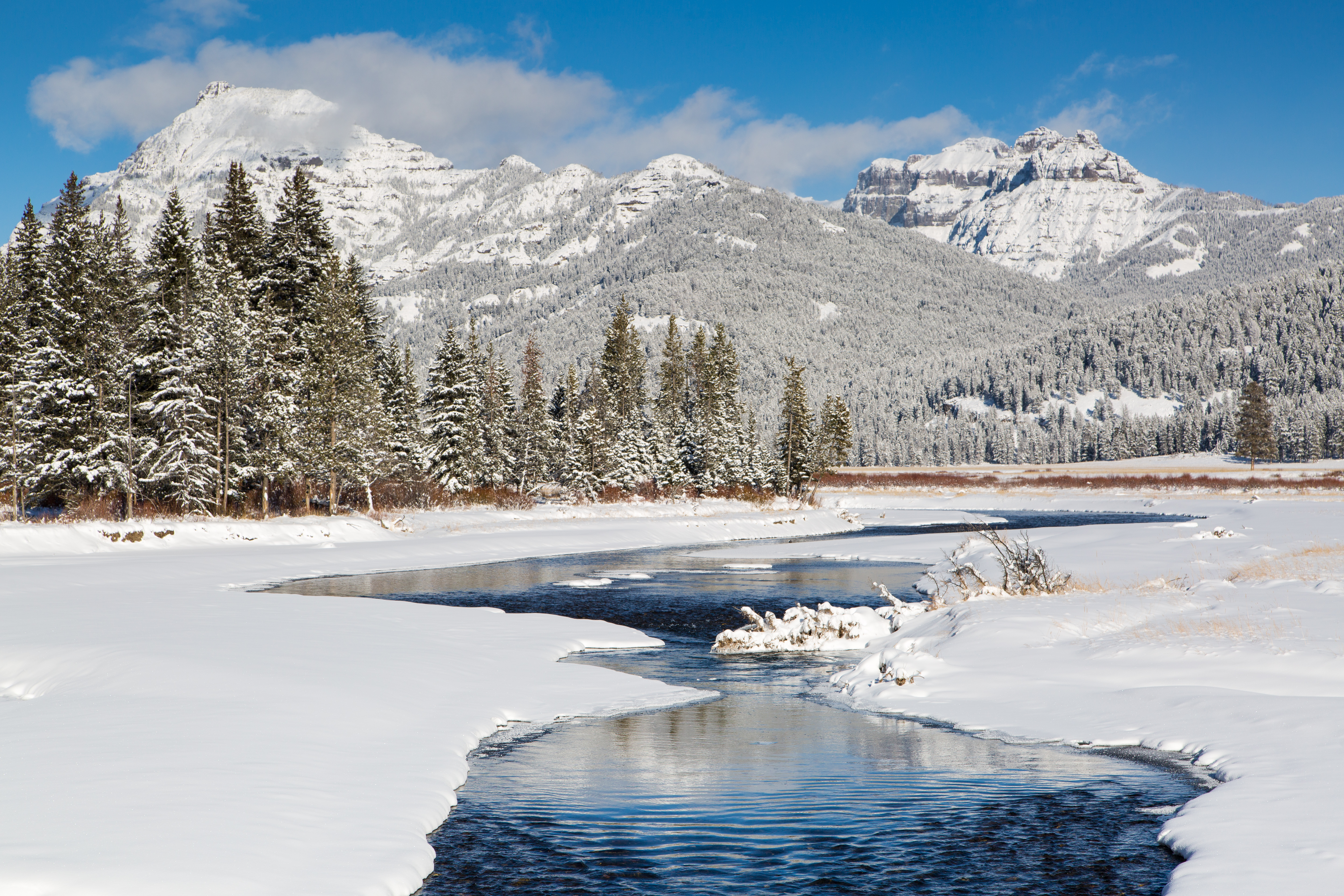
Soda Butte Creek im Winter
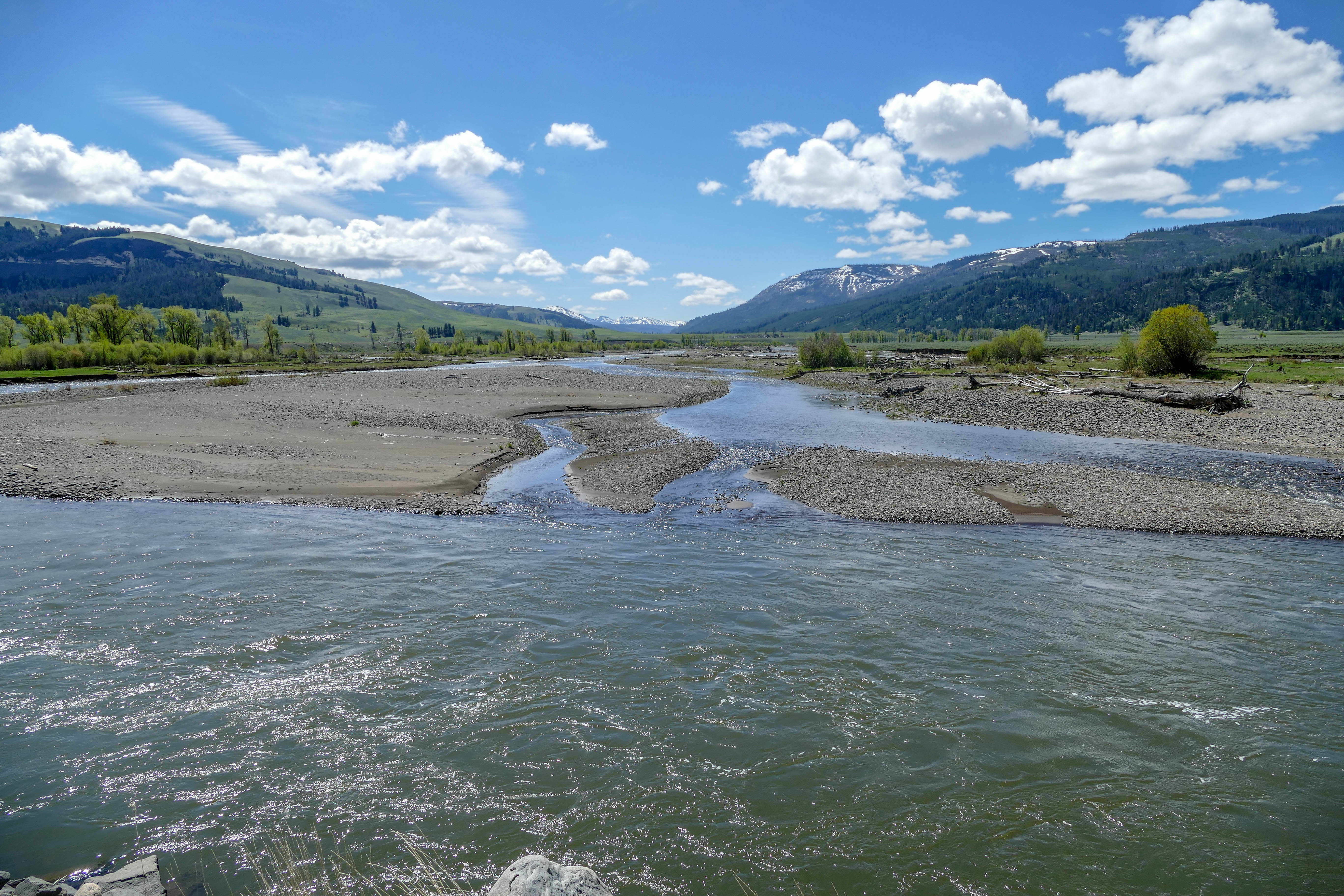
Zusammenfluss von Soda Butte Creek und Lamar River im Lamar Valley
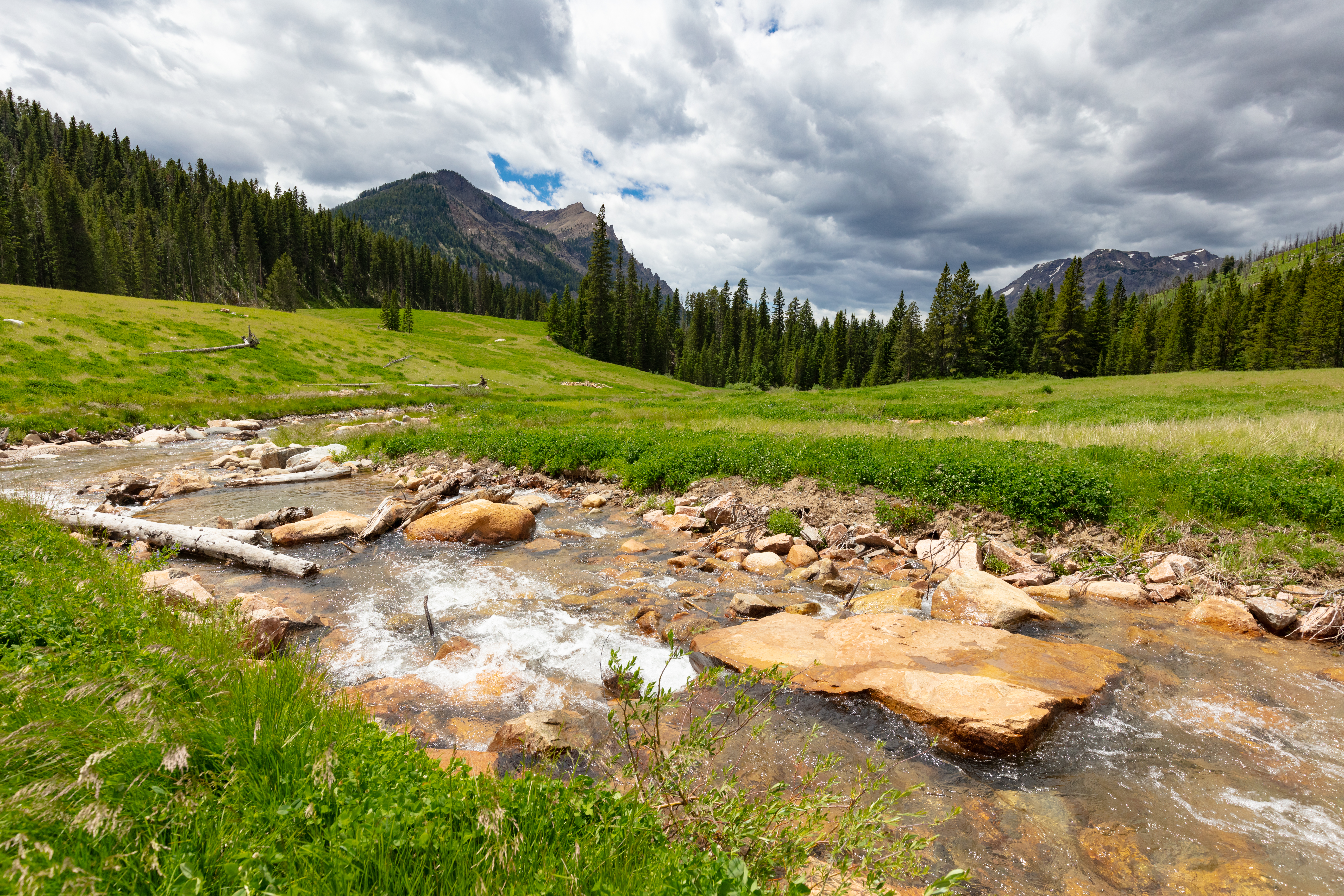
Oberlauf des Soda Butte Creek
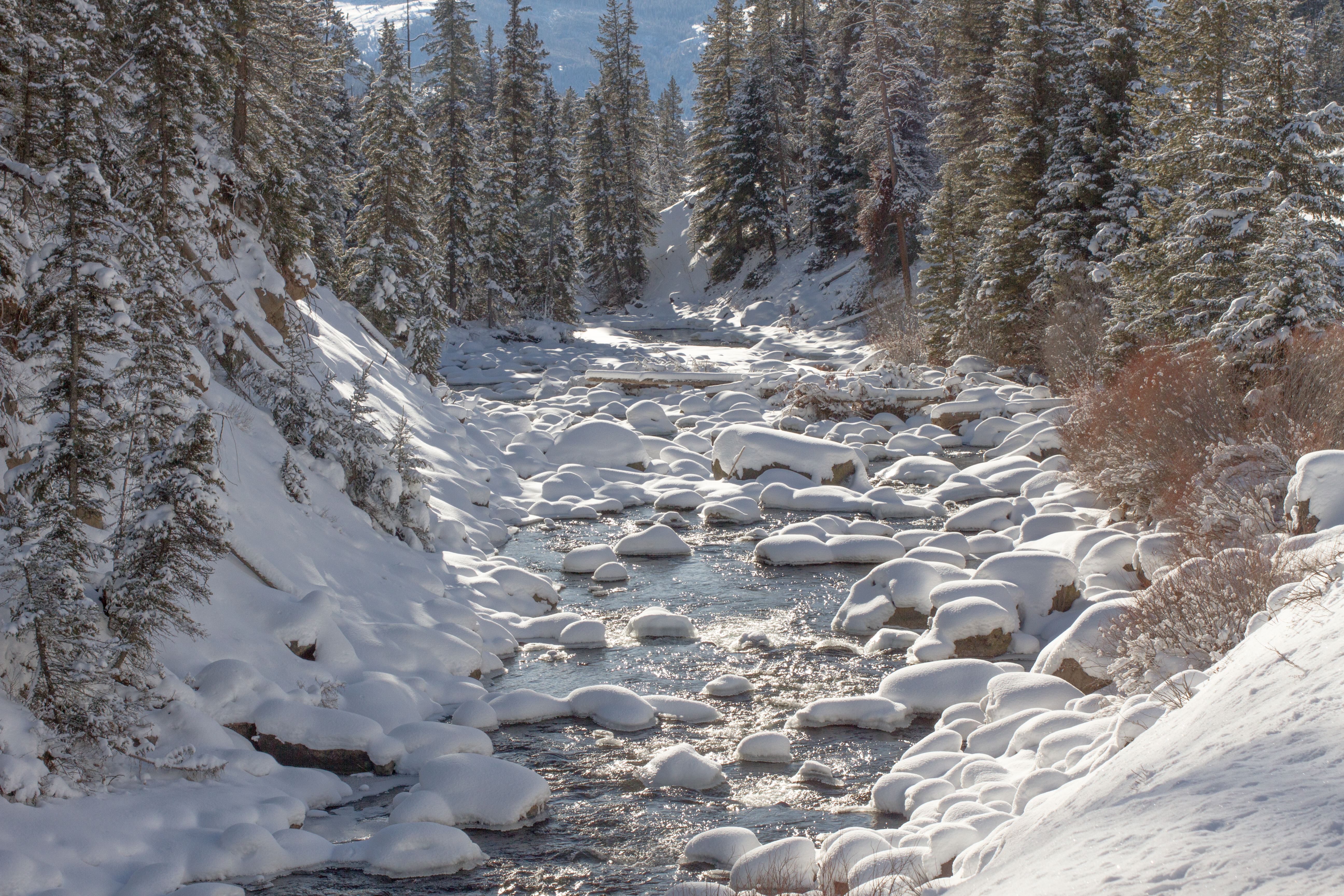
Soda Butte Creek im Winter
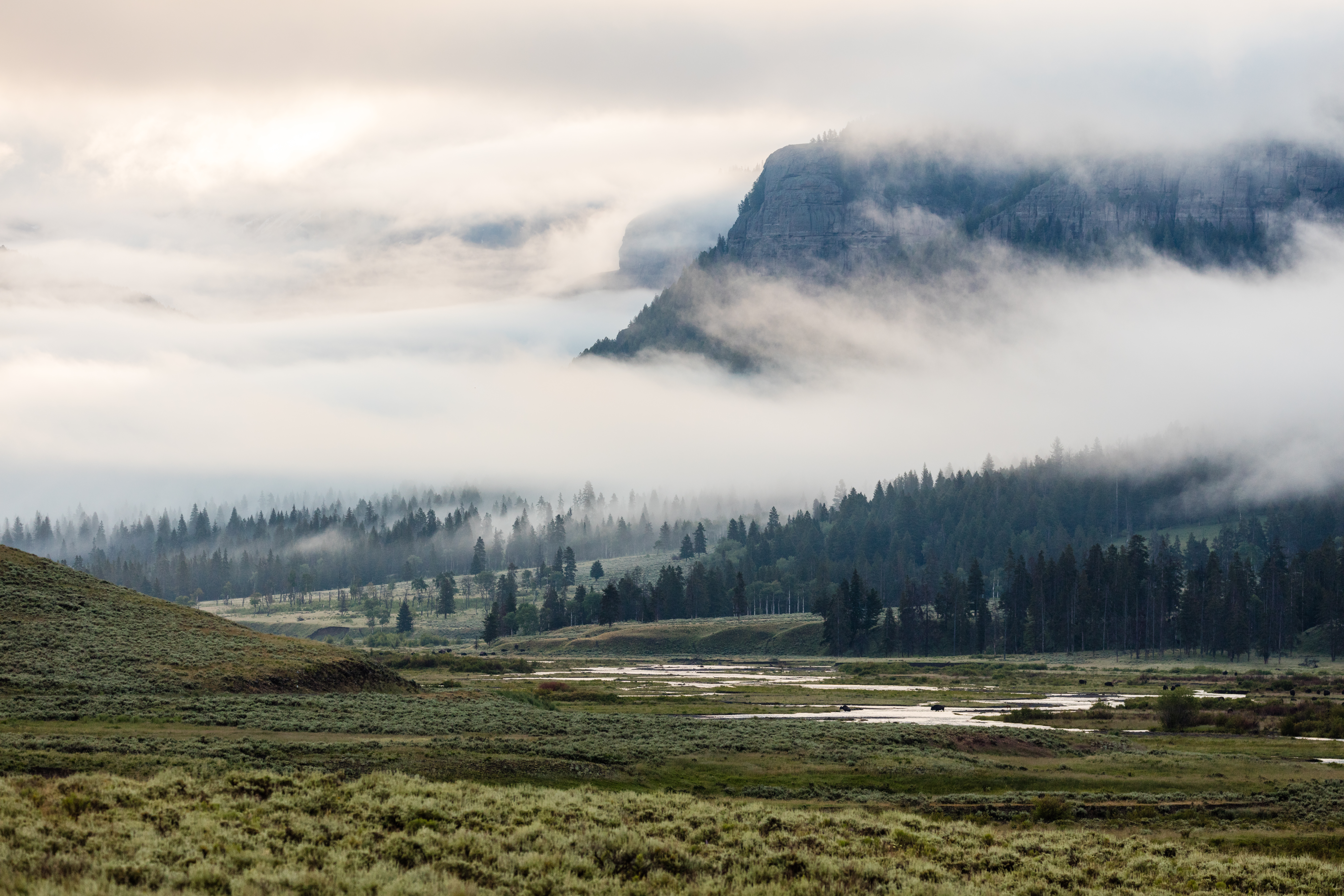
Bisons im Tal des Soda Butte Creek
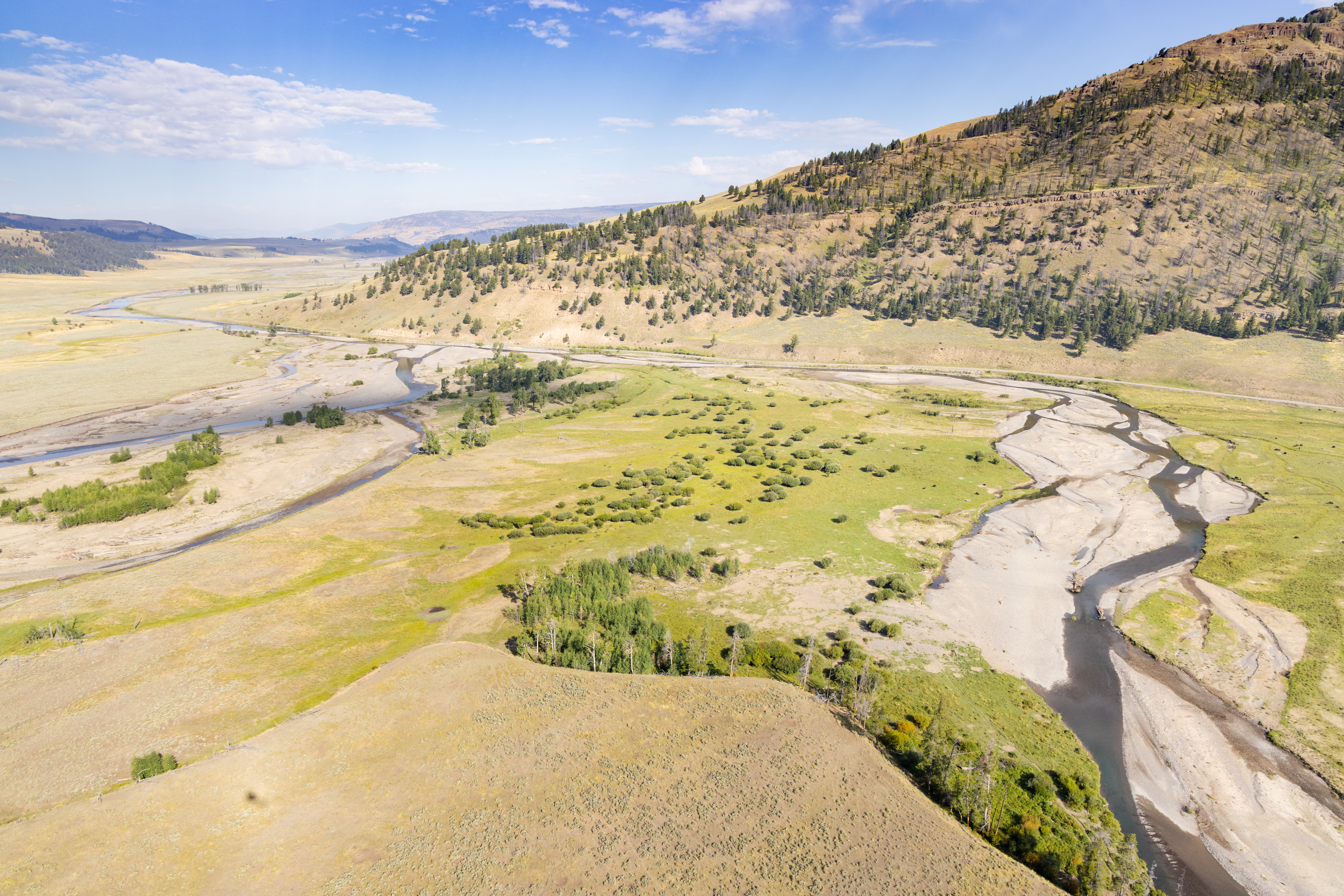
Mündung des Soda Butte Creek (rechts) in den Lamar River (links)

## Belege
1. ↑  Soda Butte Creek. In: Geographic Names Information System. United States Geological Survey, United States Department of the Interior (englisch).
2. ↑  USGS 06187950 Soda Butte Cr nr Lamar Ranger Station YNP. Abgerufen am 11. Mai 2025.
3. ↑  Haines, Aubrey L.: Yellowstone Place Names-Mirrors of History. Hrsg.: University of Colorado Press. Niwot, Colorado 1996, ISBN 0-87081-383-8, S. 57.
4. ↑  Parks, Richard: Fishing Yellowstone National Park. Hrsg.: Falcon Press. Helena, MT 1998, ISBN 1-56044-625-0, S. 190–194.